# Vinícius de Siqueira
Vinícius Mendes de Siqueira, detto Vini, (Goiânia, 29 settembre 1982), è un pallavolista brasiliano.
Gioca nel ruolo di centrale nel Brasil Vôlei Clube.

## Carriera
Vinícius Mendes de Siqueira, detto Vini, inizia a praticare la pallavolo all'età di quattordici anni insieme agli amici. I primi due club nei quali gioca a livello giovanile sono l'Itaberaí ed il SESI Campinas. Nel 2000 si presenta ad un provino per l'Esporte Clube Banespa, club col quale sognava di intraprendere la carriera professionistica: durante il terzo dei cinque giorni di prova viene però scartato; notato da un tecnico brasiliano impegnato con la formazione del Barcelona Sporting Club, inizia la carriera professionistica con la formazione ecuadoriana, aggiudicandosi anche lo scudetto.
Riprova un anno dopo ad entrare nella formazione del Banespa, ma ancora una volta non supera il provino. Gioca così per due club brasiliani di serie minore come il Johnson Clube di São José dos Campos, col quale gioca due campionati, ed il Centro Universitário do Norte Paulista di São José do Rio Preto, nel quale resta una sola annata. Debutta finalmente nella Superliga brasiliana nella stagione 2004-05, vestendo la maglia dell'Unisul Esporte Club, vincendo il Campionato Catarinense e classificandosi al settimo posto in Superliga.
Nel campionato 2005-06 passa al Cimed Esporte Clube, col quale, dopo aver raggiunto la finale nel campionato statale, vince il primo scudetto della propria carriera. Nel campionato 2006-07 vince un altro titolo statale, per poi uscire sconfitto nella finale di Superliga contro il Minas Tênis Clube. Torna a giocare all'estero nella stagione 2007-08, vestendo la maglia del Club Voleibol Pòrtol, club della Superliga spagnola col quale vince lo scudetto. Ritorna in patria già nella stagione successiva, tornando a vestire i colori dell'Unisul Esporte Club, classificandosi al quinto posto in campionato.
Nei campionati 2009-10 e 2010-11 veste la maglia del Serviço Social da Indústria SP: vince in entrambe le stagioni la Coppa San Paolo, oltre ad aggiudicarsi una edizione del Campionato Paulista ed il secondo scudetto della propria carriera; al termine di questa esperienza viene convocato per la prima volta nella nazionale brasiliana, esordendo alla Coppa Panamericana 2011, nella quale vince la medaglia d'oro.
Dal campionato 2011-12 al campionato 2012-13 gioca per il GRER: nella prima annata raggiunge la finale scudetto, dove perde contro l'Associação Social e Esportiva Sada, venendo comunque premiato come miglior servizio del campionato. In seguito alla chiusura del club di Araçatuba, va a giocare nella stagione 2013-14 col Brasil Vôlei Clube, raggiungendo la finale del campionato statale e classificandosi al terzo posto in Superliga, venendo anche premiato nuovamente come miglior servizio del torneo, ed in Coppa del Brasile.

## Palmarès

### Club
- Campionato ecuadoriano maschile: 1

2000–01
- Campionato brasiliano: 2

2005-06, 2010-11
- Campionato spagnolo: 1

2007-08
- Campionato Catarinense: 2

2004, 2006
- Campionato Paulista: 1

2009
- Coppa San Paolo: 3

2009, 2010

### Nazionale (competizioni minori)
- Coppa Panamericana 2011

### Premi individuali
- 2012 - Superliga Série A: Miglior servizio
- 2014 - Superliga Série A: Miglior servizio